# إم. كي. جوزيف
إم. كي. جوزيف (بالإنجليزية: M. K. Joseph)‏ (9 يوليو 1914 في المملكة المتحدة - 4 أكتوبر 1981)؛ شاعر وروائي نيوزيلندي.